# نقطتان رأسيتان
النقطتان الرأسيتان هي علامة ترقيم تتكون من نقطتين متساويتين في الحجم، تقعان على خط عمودي واحد، ورمزها (:).
وكالعديد من علامات الترقيم الأخرى، فإن استخدامهما يختلف من لغة إلى أخرى، ويختلف في اللغة ذاتها من زمن إلى آخر. وبصورة عامة، تستخدم النقطتان الرأسيتان لإعلام القارئ بأن ما سيأتي سيثبت ويوضح، أو حتى يعدد ما سبق ذكره، وتوضع أيضًَا بعد القول، ولتبيين الشئ وأنواعه، وقبل الكلام الذي يعرض لتوضيح ماقبله، بعد كلمة مثل أو نحو.

## من مواضع استعمالهما
أ- بعد القول أو ما هو في معناه (حكى، حدث، أخبر، سأل، أجاب، روى، تكلم.)، مثل:
- قال أحد الحكماء: العلم أكثر من أن يؤتى به؛ فتخبر من كل شي ء أحسنه.
- سألته: من أين لك هذا؟ فأجاب: من أبي.
- سمعت صوتا في الوادي ينادي: «يا أهل المروءة، ساعدوني».
- من نصائح أبي لي كل يوم: لا تؤخر عمل يومك إلى غدك.

ب- بين الشيء وأنواعه، أو أقسامه، مثل:
- أيام الدهر ثلاثة: يوم مضى لا يعود إليك، ويوم أنت فيه لا يدوم عليك، ويوم مستقبل لا تدري ما حاله.

ج- بين الكلام المجمل، والكلام الذي يتلوه موضحا له، مثل:
- المرء بأصغريه: قلبه، ولسانه.
- التوعية الصحية جليلة الفوائد: ترشد الناس إلى اتباع الأساليب السليمة في التداوي، وتزيدهم إيمانا بضرورة التردد على الأطباء والمستشفيات، وتبصرهم بوسائل اتقاء العدوى، وتعلمهم طرق القيام بالإسعافات الممكنة.

د- قبل الأمثلة التي تساق لتوضيح قاعدة، أو حكم، وغالبا ما تستخدم النقطتان في هذه الحالة بعد كلمتي «مثل»، أو «نحو» أو قبل الكاف، مثل:
- أنعم الله على الإنسان بنعم كثيرة: العينين، واليدين، والرجلين، وغير ذلك.
- تحذف نون المثنى عند إضافته، نحو: يدا الزرافة أطول من رجليها.
- بعض الحيوان يأكل اللحم: كالأسد، والنمر، والذئب؛ وبعضه يأكل النبات: كالفيل، والبقرة والغنم.

هـ- بعد الصيغ المختومة بألفاظ: «التالية»، «الآتية»، «ما يلي»، أو ما يشبهها، مثل:
- هذه نصيحتي إليكم تتلخص فيما يأتي: لا تستمعوا إلى مقالة السوء، ولا تجروا وراء الإشاعات، ولتكن ألسنتكم من وراء عقولكم.
- أجب عما يلي: من أنت؟ وكيف جئت إلى هنا؟ وماذا تريد؟

و- قبل شرح معاني المفردات والعبارات؟ لتفصل بين المفردات أوالعبارات ومعانيها، مثل:
- الفعل: لفظ يدل على معنى في ذاته، وغير مقترن بزمن.

ز- قبل الكلام المقتبس، مثل:
- من الأقوال المأثورة: «عند الشدائد يعرف الإخوان».

ح- في التحقيقات القضائية أو الإدارية، بعد حرفي «س» و«ج» الذين يرمزان إلى كلمتي: سؤال وجواب، مثل:
- س: ما اسمك؟
- ج: سيد جمعة.
- س: عمرك؟
- ج: 40 سنة.